# Vilanova de Arousa
Vilanova de Arousa (Castiliaans: Villanueva de Arosa) is een gemeente in de Spaanse provincie Pontevedra in de regio Galicië met een oppervlakte van 35 km². Vilanova de Arousa telt 10.406 inwoners (1 januari 2016).

## Demografische ontwikkeling
Bron: INE; 1857-2011: volkstellingen
Opm.: In 1995 werd A Illa de Arousa een zelfstandige gemeente

## Geboren in Vilanova de Arousa
- Ramón María del Valle-Inclán (1866-1936), Spaans schrijver van de Generación de 98

## Toerisme

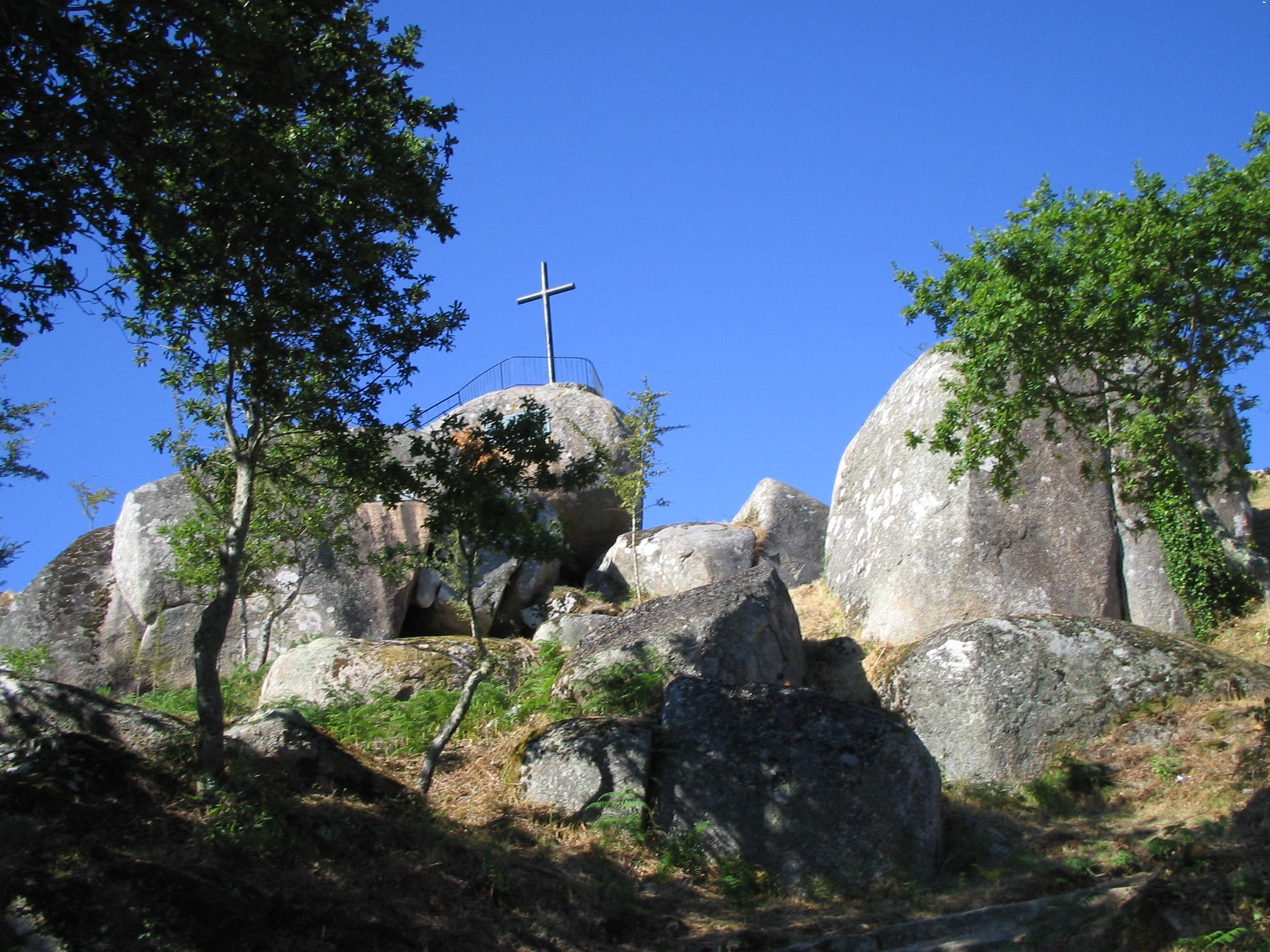
Lobeira

In de gemeente vindt men Monte Lobeira, een berg van 289 meter die te voet beklommen kan worden. Vanaf de berg is er een uitzicht over de Ría de Arousa.
Agolada · Arbo · Baiona · Barro · Bueu · Caldas de Reis · Cambados · Campo Lameiro · Cangas · A Cañiza · Catoira · Cerdedo-Cotobade · Covelo · Crecente · Cuntis · Dozón · A Estrada · Forcarei · Fornelos de Montes · Gondomar · O Grove · A Guarda · A Illa de Arousa · Lalín · A Lama · Marín · Meaño · Meis · Moaña · Mondariz · Mondariz-Balneario · Moraña · Mos · As Neves · Nigrán · Oia · Pazos de Borbén · Poio · Ponte Caldelas · Ponteareas · Pontecesures · Pontevedra · O Porriño · Portas · Redondela · Ribadumia · Rodeiro · O Rosal · Salceda de Caselas · Salvaterra de Miño · Sanxenxo · Silleda · Soutomaior · Tomiño · Tui · Valga · Vigo · Vila de Cruces · Vilaboa · Vilagarcía de Arousa · Vilanova de Arousa